# Seminario internazionale San Pio X
Il Seminario internazionale San Pio X è il primo seminario della Fraternità sacerdotale San Pio X (FSSPX).
Si trova a Ecône, nel comune di Riddes del Canton Vallese in Svizzera, e fu fondato da Marcel Lefebvre nel 1971.

## Storia
Il 15 febbraio 1971 l'ingegnere Ami Delaloye presentò i suoi progetti del futuro edificio San Pio X, un primo fabbricato di celle e il suo preventivo, 1.500.000 franchi.
Il 29 aprile 1971 il diario di Ecône annota la visita di Mons. Adam: il vescovo della diocesi può constatare l'inizio dei lavori per le fondamenta di un primo fabbricato.
Il 6 giugno 1971 mons. Lefebvre benedisse la prima pietra del seminario.
Nel 1972 si costruì un edificio di sale comuni e nel 1973 un secondo fabbricato di camere.